# Kupiańsk

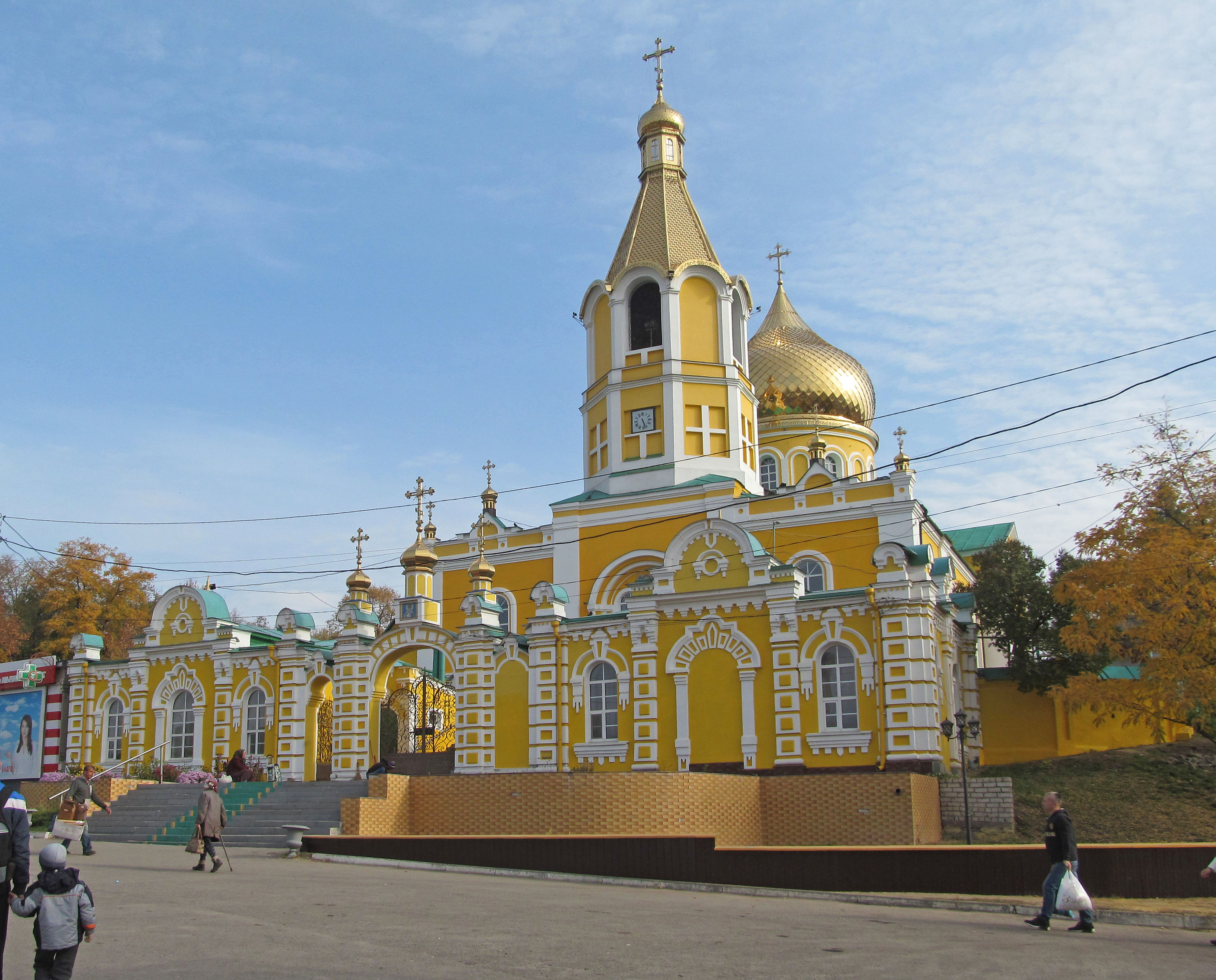
Cerkiew św. Mikołaja w Kupiańsku z 1852 roku

Kupiańsk (ukr. Куп’янськ, trb. Kupjanśk, trl. Kupians’k) – miasto na Ukrainie, stolica rejonu w obwodzie charkowskim. Położony nad rzeką Oskoł (dopływ Dońca).
Kupiańsk jest węzłem kolejowym i w. drogowym. Drugi co do wielkości węzeł kolejowy obwodu charkowskiego (po Charkowie), położony niedaleko (40 km) od granicy z Rosją. W mieście rozwinął się przemysł maszynowy, spożywczy, materiałów budowlanych oraz lekki.

## Historia
Sloboda znana od 1685 roku.
Status miasta od 1779.
Od 24 czerwca 1942 r. do 3 stycznia 1943 r. Kupiańsk był okupowany przez Niemców.
W 1989 liczył 35 001 mieszkańców.
W 2013 liczył 29 487 mieszkańców.
W 2018 liczył 28 218 mieszkańców.
Od 27 lutego do 10 września 2022 roku Kupiańsk znajdował się pod kontrolą sił rosyjskich, był siedzibą lokalnych władz okupacyjnych. 27 lutego 2022 roku mer miasta Hennadij Macehora z prorosyjskiej Opozycyjnej Platformy – Za Życie zaakceptował rosyjską władzę okupacyjną i rozpoczął tworzenie struktur administracji lokalnej podległych okupantom. W czasie trwającej okupacji Macehora zaoferował dowództwu Sił Zbrojnych Federacji Rosyjskiej zapewnienie wsparcia politycznego i materialnego. Następnie został przewieziony do obwodu biełgorodzkiego w Rosji. 17 lipca 2023 roku Służba Bezpieczeństwa Ukrainy zatrzymała kolaborantkę stojącą na czele wydziału finansów rosyjskiej administracji Kupiańska w czasie okupacji miasta. 8 czerwca 2024 roku Główny Zarząd Wywiadu Ministerstwa Obrony Ukrainy poinformował o dokonaniu zamachu na Macehorę dokonanym w Starym Oskole. 11 czerwca kolaborant zmarł w szpitalu w Moskwie.
3 marca 2023 roku władze ukraińskie zarządziły ewakuację ludności cywilnej z miasta w związku z postępami rosyjskich sił zbrojnych w okolicach Kupiańska i Bachmutu.